# Franz Schmeiser
Franz Schmeiser (* 31. Juli 1913; † 20./21. Jahrhundert) war ein deutscher Fußballspieler.

## Karriere

### Vereine
Schmeiser gehörte von 1933 bis 1937 dem FC Bayern München an, für den er 40 Pflicht- und 57 Freundschaftsspiele bestritt. In seiner Premierensaison bestritt er lediglich ein Spiel im Wettbewerb um den Oberbayerischen Pokal und fünf Freundschaftsspiele. 
In der Saison 1934/35 und 1935/36 kam er 15 bzw. 16 Mal in der Gauliga Bayern, in einer von zunächst 16, später auf 23 aufgestockten Gauligen zur Zeit des Nationalsozialismus als einheitlich höchste Spielklasse im Deutschen Reich, zum Einsatz. Des Weiteren bestritt er drei- bzw. fünf Spiele im Wettbewerb um den Tschammerpokal, sowie 27 bzw. 20 Freundschaftsspiele für den FC Bayern München. Seine letzte Saison beendete er mit fünf Freundschaftsspielen.
Danach wechselte er zum Orts- und Ligarivalen TSV 1860 München, für den er von 1937 bis 1942 in der Gauliga Bayern – kriegsbedingt – von 1942 bis 1944 in der Gauliga Südbayern und zuletzt, 1944/45 in der Gauliga München/Oberbayern, Punktspiele bestritt.
Die Saison 1940/41 schloss er mit seiner Mannschaft als Gaumeister Bayern ab und nahm infolgedessen an der Endrunde um die Deutsche Meisterschaft teil. Die Meisterschaft wurde in vier Gruppen zu drei bzw. vier Mannschaften mit Hin- und Rückspiel ausgetragen, deren Sieger sich für das Halbfinale qualifizierten. Er bestritt alle sechs Spiele der Gruppe 4, aus der der spätere Deutsche Meister SK Rapid Wien hervorging.
Die Saison 1942/43 schloss er mit seiner Mannschaft als Gaumeister Südbayern ab und nahm erneut an der Endrunde um die Deutsche Meisterschaft teil. Er bestritt das am 2. Mai 1943 mit 3:0 beim VfB Stuttgart gewonnene Spiel der 1. Runde, sowie das am 16. Mai mit 2:0 gewonnene Achtelfinale gegen Kickers Offenbach und das am 30. Mai mit 0:2 verlorene Viertelfinale gegen den First Vienna FC.
Während seiner Vereinszugehörigkeit bestritt er 1938 fünf, 1941 zwei und 1942 nochmals fünf Spiele im Wettbewerb um den nationalen Vereinspokal. Sein Debüt gab er am 28. August 1938 beim 2:1-Erstrunden-Sieg bei Eintracht Frankfurt, schied jedoch am 27. November im Viertelfinale mit 1:2 nach Verlängerung daheim gegen den FSV Frankfurt aus dem Wettbewerb aus. Mit seinem zwölften und zugleich letzten Pokalspiel krönte er seine Leistungen bis dahin mit dem Gewinn des Pokals; das am 15. November 1942 im Berliner Olympiastadion vor 80.000 Zuschauern gegen den FC Schalke 04 ausgetragene Finale wurde mit 2:0 gewonnen.

### Auswahlmannschaft
Schmeiser nahm als Spieler der Gauauswahlmannschaft Bayern am Wettbewerb um den Reichsbundpokal 1938/39 teil. Nachdem er am 5. Februar in München das mit 2:1 n. V. gewonnene Halbfinale gegen die Gauauswahlmannschaft Sachsen bestritten hatte, wurde er auch am 5. März im Finale eingesetzt. Im Stadion am Ostragehege in Dresden wurde das Spiel gegen die Gauauswahlmannschaft Schlesien mit 1:2 verloren. In der Spielzeit darauf kam er ebenfalls im Halbfinale, das am 19. Mai 1940 in München mit 2:0 gegen die Gauauswahlmannschaft Ostmark gewonnen wurde, sowie im Finale am 30. Juni 1940 in Augsburg beim 3:1-Sieg über die Gauauswahlmannschaft Sachsen, zum Einsatz.

## Erfolge
- Gaumeister Südbayern 1943
- Tschammerpokal-Sieger 1942
- Gaumeister Bayern 1941
- Reichsbundpokal-Sieger 1940, -Finalist 1939